# A7 (Litouwen)
De A7 is een hoofdweg in Litouwen. De weg verbindt Marijampolė met Kybartai en maakt deel uit van de E28. In Marijampolė is er aansluiting op de Via Baltica en op de A16 naar Vilnius (E28). In Kybartai gaat E28 verder naar Kaliningrad, Gdansk en Stettin.
A1 · A2 · A3 · A4 · A5 · A6 · A7 · A8 · A9 · A10 · A11 · A12 · A13 · A14 · A15 · A16 · A17 · A18 · A19